# Torneio de Montreux de 1964
O Torneio de Montreux de 1964  foi a 38ª edição do Torneio de Montreux.

## Resultados
|    | Equipe        | Pts | J | V | E | D | GM | GS | DG  |
| -- | ------------- | --- | - | - | - | - | -- | -- | --- |
| 1º | Espanha       | 14  | 5 | 4 | 1 | 0 | 29 | 5  | 24  |
| 2º | Montreux HC   | 14  | 5 | 4 | 1 | 0 | 33 | 17 | 16  |
| 3º | Alemanha      | 10  | 5 | 2 | 1 | 2 | 11 | 11 | 0   |
| 4º | Itália        | 10  | 5 | 2 | 1 | 2 | 13 | 13 | 0   |
| 5º | Países Baixos | 7   | 5 | 1 | 0 | 4 | 13 | 24 | -11 |
| 6º | Inglaterra    | 5   | 5 | 0 | 0 | 5 | 10 | 39 | -29 |

|               | Suíça | Alemanha | Países Baixos | Inglaterra | Espanha | Itália |
| ------------- | ----- | -------- | ------------- | ---------- | ------- | ------ |
| Montreux HC   |       | 7-3      | 8-3           | 11-5       | 2-2     | 5-4    |
| Alemanha      |       |          | 3-1           | 5-0        | 0-3     | 0-0    |
| Países Baixos |       |          |               | 5-2        | 2-6     | 2-5    |
| Inglaterra    |       |          |               |            | 1-14    | 2-4    |
| Espanha       |       |          |               |            |         | 4-0    |
| Itália        |       |          |               |            |         |        |